# Bridie Carter
Bridie Carter (Melbourne, 18 december 1970) is een Australisch actrice.

## Carrière
Carter begon met acteren op haar zesde jaar, en nam haar eerste acteerlessen aan het Bouverie Street Theatre in Melbourne. Ze studeerde af aan de National Institute of Dramatic Art in 1994.
Carter is het meest bekend door haar rol als Tess Silverman-McLeod in McLeod's Daughters, waar ze in de eerste zes seizoenen speelde. Ze is in 2003 en 2004 drie keer genomineerd voor de TV Week Logie Awards (belangrijke prijsuitreiking in de Australische tv-wereld). Ze werd eerste bij de Australische versie van Dancing with the Stars in 2007.

### Privéleven
Carter heeft nog twee jongere broertjes, Barney en Darcy. Ze is in mei 2004 getrouwd met kledingontwerper Michael Wilson en hebben samen twee kinderen.